# Темехин
Темехин (Temechinum). Ганглиоблокатор. 2,2,6,6-Тетраметилхинуклидина гидробромид.
Лекарственный препарат.

## Общая информация
По строению и ганглиоблокирующим свойствам темехин близок к пирилену, но более активен.
Показания к применению такие же, как для пирилена, однако в ряде случаев темехин лучше переносится, чем пирилен, и даёт более выраженный лечебный эффект. При лечении больных язвенной болезнью оказывает анальгетический эффект, уменьшает секрецию и моторную активность желудка.
Назначают внутрь (в таблетках, после еды).
При язвенной болезни желудка и двенадцатиперстной кишки и гипертонической болезни назначают внутрь по 0,001—0,002 г 2—3—4 раза в день. Курс лечения 3—4—6 нед. При гипертонической болезни темехин может применяться в сочетании с резерпином и другими гипотензивными препаратами.
При спазмах периферических сосудов назначают по 0,001 г (1 мг) 2—3—4 раза в день в течение 3—4 нед.

## Противопоказания
Возможные побочные явления и противопоказания такие же, как при применении других ганглиоблокаторов.

## Физические свойства
Белый или белый с лёгким кремоватым оттенком кристаллический порошок. Очень легко растворим в воде, легко — в спирте; рН 1% водного раствора 5,6—7,0.

## Форма выпуска
Форма выпуска: таблетки по 0,001 г (1 мг).